# 戸田一也
戸田 一也（とだ かずや）は、日本テレビ放送網制作局専門副部長兼ドラマ担当プロデューサー。早稲田大学卒業。

## 主なプロデュース担当番組

### バラエティー
- ウッチャンナンチャンのウリナリ!!（途中まではAP→P昇格後、土屋敏男と同時担当→土屋降板後単独P担当）
- 香取慎吾の特上!天声慎吾
- 遊ワク☆遊ビバ!（企画兼任）
- カミングダウトSP

### 連続ドラマ
- 一番大切な人は誰ですか?
- 瑠璃の島
- ギャルサー
- ブルドクター
- 悪夢ちゃん
- 地獄先生ぬ〜べ〜
- 臨床犯罪学者 火村英生の推理
- THE LAST COP/ラストコップ(2016年）

### スペシャルドラマ
- 天国への応援歌　チアーズ
- 東京ワンダーツアーズ
- 瑠璃の島 SPECIAL 2007
- セレンディップの奇跡
- どうぶつ119
- ザ・ミュージックショウ
- 桜からの手紙 〜AKB48 それぞれの卒業物語〜
- 悪夢ちゃんスペシャル
- THE LAST COP/ラストコップ（2015年）[1]

### 配信ドラマ
- ブラを捨て旅に出よう〜水原希子の世界一周ひとり旅〜（2020年1月24日 - 配信、Hulu) - 演出[2]

### 映画
- ナトゥ 踊る！忍者伝説
- 悪夢ちゃん THE 夢ovie
- ラストコップ THE MOVIE

## 編成企画
- 栞と紙魚子の怪奇事件簿
- ハッピーミックス
- the波乗りレストラン
- THE QUIZ SHOW（第1シーズン）
- トンスラ
- 妄想姉妹〜文學という名のもとに〜
- イケ麺そば屋探偵〜いいんだぜ!〜

## 編成
- EXILE GENERATION
- 嵐にしやがれ
- 二匹目のどじょう
- ひるザイル
- スクール革命!(編成企画)